# Shmuel Rodensky

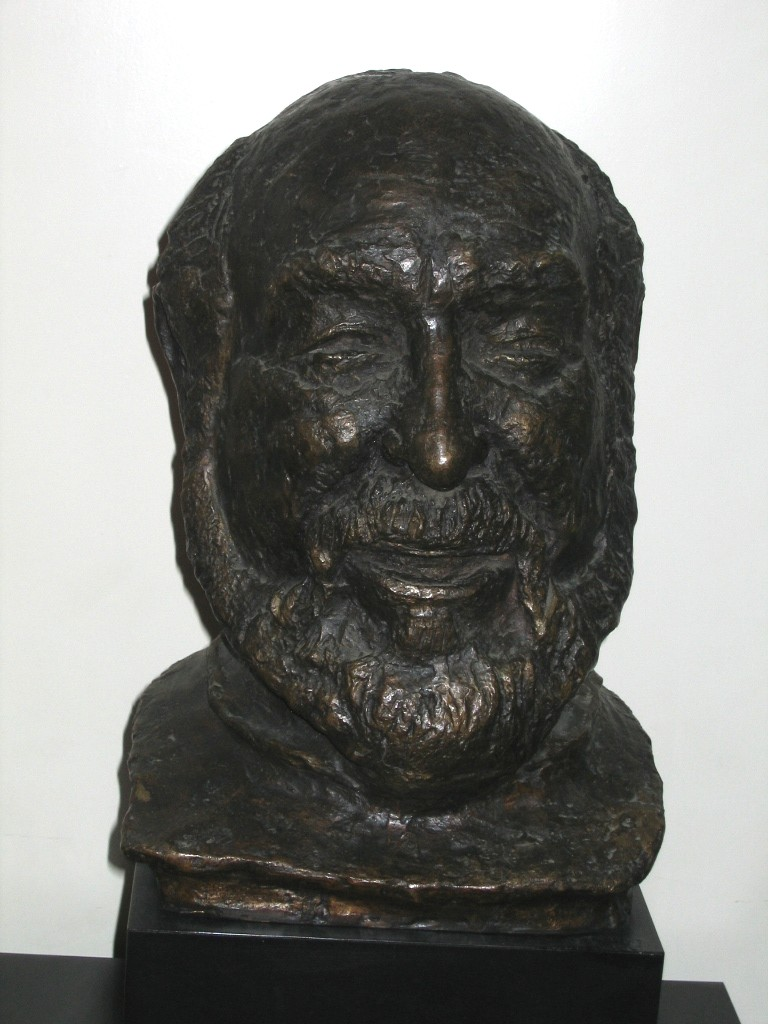
Shmuel Rodensky (Büste von Uri Diamant in der Habima)

Shmuel Rodensky (* 10. Dezember 1904 in Smorgon, Gouvernement Wilna, Russisches Kaiserreich; † 18. Juli 1989 in Tel Aviv-Jaffa, Israel) war ein israelischer Schauspieler.

## Leben
In den Revolutionswirren Russlands verließ Shmuel Rodensky Litauen und fand eine neue Heimat in Palästina. Dort war er einer der ersten Pioniere, die damit begannen, unfruchtbares Land urbar zu machen. Seine Karriere als Schauspieler begann mit der erfolgreichen Bewerbung auf eine Zeitungsanzeige des Habimah-Theaters, des späteren israelischen Nationaltheaters.
Als Filmschauspieler wurde Rodensky zunächst in Israel bekannt. Seine auch international bekanntesten Rollen waren 1974 Die Akte Odessa (als Simon Wiesenthal) und 1975 Moses (als Jitro). Als Nebendarsteller war er unter anderem in Scorpio, der Killer sowie im für einen Oscar nominierten Film Operation Thunderbolt (1977) zu sehen. Im deutschen Familienfilm Heintje – Mein bester Freund von 1970 wirkte Rodensky ebenso mit wie in der 1981 produzierten Fernsehserie Silas.
Neben seinen Filmprojekten war Rodensky auch ein bekannter Bühnenschauspieler. Am Habimah-Theater spielte er ein breites Repertoire an Rollen. Dem jiddischen Theater und Scholem Alejchem verpflichtete er sich gemeinsam mit Shmuel Segal and Shmuel Atzmon als die Drei Shmuliks. Im deutschsprachigen Raum wurde er ab 1968 besonders durch die Hauptrolle des Milchmannes Tevje im Musical Anatevka (Originaltitel: Fiddler on the Roof) bekannt. Als Tevje ging Rodensky auf ausgedehnte Tourneen. Der Tonträger zum Musical erhielt für 250.000 verkaufte Einheiten eine Goldene Schallplatte in Deutschland.
Kaum bekannt ist eine Schallplattenaufnahme der CBS (Sonderauflage) MARCATO Nummer 33 (wahrscheinlich aus den 1960er Jahren) mit dem Titel: Shmuel Rodensky singt Lieder seiner Heimat.
Shmuel Rodensky war mit Nyura Shein-Rodensky (1902–1992) verheiratet, ebenfalls Schauspielerin.

## Filmografie (Auswahl)
- 1968: Tevje und seine sieben Töchter
- 1970: Heintje – Mein bester Freund
- 1973: Scorpio, der Killer
- 1974: Die Akte Odessa (The ODessa File)
- 1974: Moses (Mosè) (Fernseh-Miniserie)
- 1977: Operation Thunderbolt
- 1981: Silas